# Saba Khvadagiani
Saba Khvadagiani (en georgiano: საბა ხვადაგიანი; Tiflis, 30 de enero de 2003) es un futbolista georgiano que juega en la demarcación de defensa para el F. C. Dinamo Tbilisi de la Erovnuli Liga.

## Selección nacional
Tras jugar con la selección de fútbol sub-17 de Georgia y la sub-21, finalmente hizo su debut con la selección absoluta el 8 de septiembre de 2021 en un partido amistoso contra Bulgaria que finalizó con un resultado de 4-1 a favor del combinado búlgaro tras los goles de Todor Nedelev, Dimitar Iliev, Spas Delev y Andrea Hristov para Bulgaria, y de Zuriko Davitashvili para Georgia.

## Clubes
| Club                 | País    | Año   | Partidos | Goles |
| -------------------- | ------- | ----- | -------- | ----- |
| F. C. Dinamo Tbilisi | Georgia | 2020- | 37       | 1     |

## Palmarés

### Títulos nacionales
| Título               | Club                 | País    | Año  |
| -------------------- | -------------------- | ------- | ---- |
| Erovnuli Liga        | F. C. Dinamo Tbilisi | Georgia | 2021 |
| Supercopa de Georgia | F. C. Dinamo Tbilisi | Georgia | 2021 |